# Bombardement neutronique
Le bombardement neutronique consiste à ajouter des neutrons à des noyaux atomiques pour produire des isotopes du même élément ou pour causer l'émission de protons et ainsi la transmutation de l'élément bombardé.